# 频偏
频偏是调频广播中的一個概念，是指已調射頻信號的瞬时频率与原高频载波频率之差。如果被调信号强，則频偏大，如果被调信号弱，則频偏小。